# تورا-سان، نقل هر محفل
تورا-سان، نقل هر محفل (انگلیسی: Talk of the Town Tora-san) یک فیلم کمدی ژاپنی محصول ۱۹۷۸ به کارگردانی یوجی یامادا است. این فیلم بیست و دومین فیلم از مجموعه محبوب و طولانی‌مدت اوتوکو وا تسورای یو است.

## خلاصه
توراسان با این باور اشتباه که رئیس شوهر خواهرش، (تاکو) به علت وضعیت بد کسب و کارش قصد خودکشی دارد، سعی می‌کند از اقدام او به این منظور جلوگیری کند. توراجیرو قصد ترک تورا-یا را دارد. با این حال، وقتی «سانائه آراکاوا» (ریکو اوهارا) که از طریق ارجاع از اداره امنیت استخدامی شروع به کمک در شیرینی فروشی سنتی ژاپنی عمویش، تورا-یا کرده‌است، سر کار می‌آید، توراجیرو از زیبایی او مبهوت می‌شود و سفر را متوقف می‌کند. وقتی می‌فهمد سانائه ازدواج کرده‌است، افسرده می‌شود، اما وقتی می‌شنود که آنها در حال حاضر از هم جدا شده‌اند و طلاق اجتناب ناپذیر است، ناگهان خوشحال می‌شود.

## ارزیابی انتقادی
برای بازی در تورا-سان، نقل هر محفل و مدخل قبلی مجموعه، «تورا-سان و عشق بازیگری» (همچنین در سال ۱۹۷۸) کیوشی آتسومی نامزد دریافت جایزه بهترین بازیگر مرد در مراسم جایزه آکادمی فیلم ژاپن شد. یوجی یامادا نیز در مراسم این دو فیلم نامزد بهترین کارگردانی شد.